# Hubert Marischka
Hubert Marischka (27 de agosto de 1882 – 4 de diciembre de 1959) fue un cantante de opereta, actor, director y guionista cinematográfico de nacionalidad austriaca.

## Biografía
Su nombre completo era Hubert Josef Marischka, y nació en Brunn am Gebirge, Austria Hungría. Sus padres eran Jiří (o Johann) Marischka, un proveedor de la corte austrohúngara, y su esposa Bertha, mientras que su hermano fue el cineasta Ernst Marischka. Hubert empezó a trabajar como carpintero, pero se preparó como cantante y en 1904 empezó su carrera en el género de la opereta en la ciudad de Sankt Pölten con la pieza Der arme Jonathan, de Carl Millöcker. Consiguió su primer éxito como cantante en Brno en 1906, encarnando a Danilo en La viuda alegre. El 27 de julio de 1907 cantó en el estreno de Der fidele Bauer, de Leo Fall, representada en Mannheim.
El 23 de diciembre de 1908 actuó por vez primera en Viena, en el Carltheater, en la pieza de Fall Die geschiedene Frau. A partir de entonces tuvo particularmente éxito en el Theater an der Wien, donde en 1923 llegó a trabajar como director, principalmente de operetas. Así, el 28 de febrero de 1924 fue responsable del estreno de la opereta La condesa Maritza. A finales de la década de 1920 cantó en la Ópera Estatal de Viena en Una noche en Venecia. Durante un tiempo, Marischka fue también director del Stadttheater de Viena y del Teatro Raimund, director de Ediciones de Música Papageno y profesor de opereta en la Universidad de Música y Arte Dramático de Viena.
Marischka contactó pronto con el medio cinematográfico, trabajando como actor, director y guionista. Sus filmes fueron a menudo del género del Cine Vienés. Con Hans Moser rodó películas de fama como Wir bitten zum Tanz (1941) y Der Herr Kanzleirat (1948). 
En 1907 se casó con Lizzy Léon (muerta en 1918), hija del libretista Viktor Léon. Tuvieron tres hijos: Lisl Marischka, actriz (1908–1945); Viktor Marischka, nacido en 1915; y el director Franz Marischka, nacido en 1918. Hubert Marischka se casó en segundas nupcias con Lilian "Lilly" Karczag, hija del director teatral Wilhelm Karczag, con la que tuvo dos hijos más, el director Georg Marischka (1922–1999) y Tassilo Marischka, nacido en 1928. Este matrimonio acabó en divorcio. Durante los años de la Segunda Guerra Mundial tuvo un corto matrimonio con Juliane. En 1946 se casó por última vez, en esta ocasión con la actriz Trude Basch-Havel. Hubert Marischka falleció en Viena, Austria, en 1959. Fue enterrado en el Cementerio de Hietzing, en Viena.

## Filmografía
| - 1913: Die Feuerprobe (actor) - 1913: Der Millionenonkel / Der Verschwender (actor, coguionista, codirector) - 1915: Mit Herz und Hand fürs Vaterland (actor) - 1915: Zwei Freunde (actor, codirector) - 1915: Der Schusterprinz (guionista) - 1915: Das erste Weib (director, guionista) - 1917: Mir kommt keiner aus / Die schwarze Hand (actor) - 1918: Wo die Lerche singt (actor, coguionista) - 1918: Der Tribut des Künstlers (corto; actor) - 1918: Um ein Weib (actor, codirector) - 1932: Gräfin Mariza (actor) - 1935: Die ganze Welt dreht sich um Liebe / Liebesmelodie (guionista) - 1939: Drunter und drüber (director, coguionista) - 1939: Hochzeitsreise zu dritt (director, coguionista) - 1939: Das Glück wohnt nebenan (director, coguionista) - 1940: Herzensfreud - Herzensleid (director, coguionista) - 1940: Der ungetreue Eckehart - 1941: Wir bitten zum Tanz (director) - 1941: Oh diese Männer (director) - 1942: Wiener Blut (coguionista) | - 1943: Der Meisterdetektiv (director) - 1943: Drei tolle Mädels (director) - 1943: Ein Mann für meine Frau (director) - 1943: Ein Walzer mit dir (director, coguionista) - 1943: Alles aus Liebe (director, coguionista) - 1944: Ein Mann gehört ins Haus (director) - 1947: Wiener Melodien (codirector) - 1948: Der Herr Kanzleirat (director, guionista) - 1950: Küssen ist keine Sünd (director, coguionista) - 1951: Stadtpark / Kleiner Peter, große Sorgen (director, coguionista) - 1951: Der fidele Bauer (coguionista) - 1951: Die Czardasfürstin (actor) - 1952: Knall und Fall als Hochstapler (director) - 1952: Das Land des Lächelns (coguionista) - 1952: Du bist die Rose vom Wörthersee (director, coguionista) - 1953: Die Perle von Tokay (director, coguionista) - 1955: Laß die Sonne wieder scheinen (director) - 1956: Liebe, Sommer und Musik (director, coguionista) |